# Andreas Gruber
Andreas Gruber (nascut el 2 de novembre de 1954) és un guionista austríac i director tant de televisió com de cinema.
Del 1974 al 1982 va estudiar guió i direcció a la Hochschule für Musik und dartstellende Kunst de Viena. El 1979 va ser assistent de direcció d'Axel Corti. L'any 2000 va guanyar el Romy d'Or a la millor direcció. La seva pel·lícula de 2004 Welcome Home va ser presentada al 27è Festival Internacional de Cinema de Moscou. Imparteix classes a la Universitat de Televisió i Cinema de Munic, Alemanya.

## Filmografia
- 1983 Drinnen & draußen. Telefilm. Guionista i director.
- 1989 Schalom, General. Telefilm. Guionista i director.
- 1991 Erste Wahrnehmung. Telefilm. Guionista i director.
- 1994 Hasenjagd – Vor lauter Feigheit gibt es kein Erbarmen. Guionista i director.
- 2004 Welcome Home. Film. Guionista i director.

## Escoltisme
Va ser 20 anys membre del grup escolta a Wels. També va ser un líder escolta. Va dir que el seu temps a l'escoltisme va ser un moment molt important per a ell.